# Marcelo Torres (músico)
Marcelo Torres (Buenos Aires,  12 de mayo de 1960) es un músico, compositor y bajista de rock argentino.

## Trayectoria

### Década de los ochenta
Entre 1981 y 1983 integró el grupo Tantor, junto a Héctor Starc (guitarra), Rodolfo García (batería) y Babú Cerviño (teclados), con quienes grabó el álbum Mágico y natural (1982)  y realizó numerosas actuaciones entre las cuales sobresalen el Festival de la Solidaridad y B.A. Rock IV; ambos ocurridos en el año 1982.
Luego integró agrupaciones que realizaban música instrumental como Paulatino, Raffo IV, El Guevo, El Trueno, 86 Up (junto a Sebastián Peyceré y Adrián Iaies), Francisco Rivero Cuarteto, Mario Parmisano Cuarteto. También realizó dúos con el tecladista Mono Fontana.
En 1987 fue convocado por Lito Vitale para formar parte de Lito Vitale Cuarteto, con el que grabó seis discos y realizó giras por Argentina, Uruguay, Brasil, Chile, Paraguay, España y Francia. La banda liderada por Vitale se disolvió en septiembre de 1993.

### Década de los noventa
En 1993 editó en España y Argentina Edad Luz, su primer disco como compositor y solista. En 1995 recibió el segundo premio de composición de música instrumental de proyección folclórica otorgado por la Secretaría de Cultura de la Nación Argentina. En 1996 integró la formación que presentó en el Teatro Colón, Metrópolis, obra contemporánea compuesta por Martín Matalón, músico argentino radicado en Francia. En 1999 fue invitado a participar en la orquesta que presentó Metrópolis en el Teatro Auditorio de Barcelona, España. En ambas presentaciones ejecutó bajo fretless.

### Spinetta y los Socios del Desierto
Entre abril de 1994 y octubre de 1999, integró la banda Spinetta y Los Socios del Desierto, liderada por Luis Alberto Spinetta, con quien realizó presentaciones en Argentina, Chile, Uruguay y Estados Unidos. Con Los Socios grabó cuatro álbumes: Spinetta y los Socios del Desierto  (1997), Estrelicia MTV Unplugged (1997), San Cristóforo (1998) y Los ojos (1999). Participó también en cinco temas del álbum solista de Spinetta Silver Sorgo (2001).
Entre 1994 y 2003 formó parte del quinteto que acompañó a la cantante de tangos Adriana Varela con la cual realizó presentaciones en Argentina, Chile, Uruguay, Colombia, Brasil, Estados Unidos, España, Inglaterra, Italia, Francia y Portugal.

### Década del 2000
En el año 2000 formó un dúo con el percusionista Pablo La Porta, con quien realizó presentaciones en Buenos Aires No Duerme, Teatro General San Martín, Buenos Aires Vivo 2003 ante 15.000 personas, Buenos Aires Percusión de 2002 y 2003. Ese mismo año compuso la música para el cortometraje 'R.E.M (hecho en Argentina) realizado por Ricardo Pons.
En 2003 lanzó su segundo álbum solista titulado Constructor de Almas y en 2004 integró la formación que ejecutó Cuatro Obras Contemporáneas para Power Trío, que se presentó en cuatro conciertos en el Centro Cultural Ricardo Rojas de la Universidad de Buenos Aires.
En 2004 fue convocado por el Indio Solari para integrar su banda y grabar su primer álbum solista,  El tesoro de los inocentes (Bingo Fuel). También en ese año compuso la música para el corto Pulqui II, dirigido por Ricardo Pons.
En 2007 integró la formación musical que grabó Porco Rex, el segundo álbum solista del Indio Solari, presentado en 2008 en Jesús María, Córdoba, Tandil y San Luis reuniendo en total más de 120.000 personas.
En 2009 participó del histórico concierto Spinetta y las Bandas Eternas, en el estadio Vélez Sarsfield, de más de cinco horas en el que Luis Alberto Spinetta repasó toda su obra junto a las bandas y músicos que lo acompañaron. Quedó grabado en versiones realizadas en CD y DVD, lanzadas en 2010.
En 2010 integró Los fundamentalistas del aire acondicionado, junto al Indio Solari, en el multitudinario concierto que este hace, en la ciudad de Tandil, frente a 80.000 personas y grabó el tercer CD del Indio, El Perfume de la tempestad. Ese mismo año también grabó Dragones y planetas, último CD de Raúl Porchetto, editado en 2010, y lanzó Átomo, primer disco del proyecto Torres/LaPorta.
En 2012 participó en diferentes proyectos dirigidos por José Luis Castiñeira de Dios, junto a músicos como Enrique “Zurdo“ Roizner, Ricardo Lew, Hugo Pierre, Alejandro Santos, Christian Zarate, Luis Ceravolo y Roberto López, junto a la orquesta Juan de Dios Filiberto, en Rosario, Tucumán, Corrientes y Buenos Aires entre otras. En marzo de 2012 fue nuevamente convocado por La Bomba, realizando un set ante 3000 jóvenes, en el espacio Konex. También en 2012 fue endorsmente de la marca de cuerdas norteamericana DR, y la fábrica de instrumentos Cort, la cual construyó un bajo de seis cuerdas especialmente para él.
En 2013 participó en los homenajes a un año de la muerte de Luis Alberto Spinetta, en la ciudad de Mendoza el 23 de enero y en la ciudad de Villa Gesell el 7 de febrero, con la presencia de más 15.000 personas en cada uno. También actuó en varias presentaciones de la Misa criolla, junto a Jaime Torres y José Carreras, y junto al cantante Jairo, la Orquesta de Dios Filiberto y el Coro Nacional.
En septiembre de 2013 participa en la banda Los Fundamentalistas del Aire Acondicionado, junto al Indio Solari, en el multitudinario concierto que este hace éste, en la provincia de Mendoza, ante más de 120.000 personas. En 2014 participa del nuevo disco del Indio Solari, “Pajarito bravos muchachitos”, presentado en Gualeguaychu ante más de 170.000 personas.
Formó su proyecto solista Marcelo Torres Trío integrado por Abel Rogantini en piano, Diego Alejandro en batería y Gustavo Cámara en saxofón. Con ellos ha realizado conciertos, como el del Festival de Jazz de Paysandú (Uruguay), Festival de Jazz y otras músicas de la Ciudad de Buenos Aires, Festival de Jazz de Miramar, Festival de Jazz de Rosario y el Festival de jazz Internacional de Lapataia (Uruguay), además de presentarse frecuentemente por el interior del país.
En julio de 2014 lanzó su cuarto álbum solista, Universos en Miniatura, con 13 temas de su autoría y una versión de "Fuga capella", de Luis Alberto Spinetta.
Marcelo desde 2012 hasta 2017 fue endorsmen de la marca de cuerdas norteamericana DR, Laney (amplificadores) de la  marca Cort (Indonesia) la cual construyó un bajo de 6 cuerdas especialmente para él.
Desde 2018 es endorsment de Aguilar, reconocida marca de amplificadores y pedales para bajo de EE. UU.
En 2013 participó de los homenajes a un año de su partida de Luis Alberto Spinetta, en la ciudad de Mendoza el 23 de enero y en la ciudad de Villa Gesell el 7 de febrero, con la presencia de más 15.000 personas en cada uno. 
También en 2013 participó de varias presentaciones de la Misa Criolla, junto al destacado charanguista Jaime Torres y al famoso tenor español José Carreras, en la provincia de Mendoza y Capital Federal.
Marcelo se presenta con su proyecto solista “Marcelo Torres Trío" integrado por Abel Rogantini (piano), Diego Alejandro (batería) en innumerables conciertos, destacándose el Festival de Jazz de Paysandú (Uruguay), Festival de Jazz y otras músicas de la Ciudad de Buenos Aires, Festival de Jazz de Miramar, Festival de Jazz de Rosario y el Festival de jazz Internacional de Lapataia (Uruguay).
En 2015 compartió junto al pianista cubano Harold López-Nussa un concierto en el Centro Cultural Kirchner. 
En 2015 se presentó junto a su trío en el CCK con el multiinstrumentista Manu Sija de invitado. 
En noviembre de 2015 formó parte del homenaje realizado a Luis Alberto Spinetta, en La Ballena azul del CCK ,tocando en solo set el tema Para Ir. Se presentó en el festival de Jazz de Traslasierra, Mina Clavero (Córdoba), en sus versiones 2015 y 2016, e hizo la apertura de la tercera edición del festival en febrero de 2017.
Durante agosto de 2015 realizó giras Solo Set por el norte Argentino, presentándose en las ciudades de Humahuaca y Tilcara, donde también realizó una Masterclass de bajo.
En febrero de 2016 realiza una exitosa gira por Cuba, con apoyo del Ministerio de Cultura de la Nación. 
En julio de 2016, participó junto al grupo Anacrusa, de los festejos del 9 de julio en la Provincia de Tucumán, acompañando a importantes artistas de la cultura, como Jaime Torres, Juan Carlos Baglietto, Miguel Ángel Estrella y Vitillo Ábalos (Hermanos Ábalos) entre otros. 
En 2017 realiza una gira en formato SoloSet, por las provincias de Salta, Jujuy y Tucumán (junto a Manu Sija). En marzo de ese año realiza presentaciones en la ciudad de Cali, Colombia, auspiciado por el Ministerio de Cultura de La Nación Argentina.
En septiembre de 2017 toca con su trío en la gala de presentación del festival Jazz al Parque, Bogotá, y realiza otra presentación en el festival Ajazzgo, Cali, ambas ciudades de Colombia.
En el Marco de Jazz Al Parqque 2017 también realiza una Masterclass en EMMAT (escuela representante de Berklee College of music, en Bogotá, Colombia).
En junio de 2018 edita su quinto trabajo solista titulado “Adivino del tiempo”, donde presenta 11 temas de su autoría. Cuenta con músicos como Franco Luciani, Juampi Di Leone, Manu Sija, Abel Rogantini, Diego Alejandro, Juan Cruz Torres, los hermanos Harold y Ruy Adrián López Nussa, Mario Gusso, Fabrizio Zanella, entre otros y cuyo arte de tapa fue realizado especialmente por su amigo, el ilustrador Ciruelo.
En julio de 2018 sale de gira y presenta su nuevo disco en Misiones, Chaco, Formosa, Catamarca, Tucumán, Salta, Jujuy, Santiago Del Estero y Córdoba.
En septiembre del mismo año viajó a la ciudad de Boston, EE. UU. y dictó una masterclass en Berklee College of Music, invitado por la institución de prestigio mundial.
En enero de 2019 presenta por primera vez en Caba su disco Adivino del tiempo.

## Discografía como solista
- Edad luz (1993)
- Constructor de almas (2003)
- Átomo (2010)
- Universos en miniatura (2014)
- Adivino del tiempo (2018)